# Complicitus
Complicitus nigrigularis — вид ящірок родини агамідових, єдиний вид роду Complicitus. Зустрічається на Борнео.